# Lithocarpus magneinii
Lithocarpus magneinii (Hickel & A.Camus) – gatunek roślin z rodziny bukowatych (Fagaceae Dumort.). Występuje naturalnie w Laosie, północnym Wietnamie oraz południowych Chinach (w południowo-wschodniej części Junnanu. 

## Morfologia
PokrójZimozielone drzewo dorastające do 5–25 m wysokości.
LiścieBlaszka liściowa jest nieco skórzasta i ma kształt od eliptycznego do podługowato odwrotnie jajowatego. Mierzy 8–15 cm długości oraz 4–6 cm szerokości, jest całobrzega, ma klinową nasadę i wierzchołek od ostrego do ogoniastego. Ogonek liściowy jest nagi i ma 10–15 mm długości.
OwoceOrzechy o kształcie od stożkowatego do kulistego, dorastają do 12–16 mm długości i 18–20 mm średnicy. Osadzone są pojedynczo w miseczkach w kształcie kubka, które mierzą 10–15 mm długości i 16–22 mm średnicy. Orzechy otulone są w miseczkach do 65–80% ich długości.

## Biologia i ekologia
Rośnie w wiecznie zielonych lasach. Występuje na wysokości od 700 do 1200 m n.p.m. Kwitnie i owocuje od lutego do kwietnia.